# Виконт Хамблден
Виконт Хамблден (англ. Viscount Hambleden) из Хамблдена, в графстве Бакингем — аристократический титул в пэрстве Соединённого королевства.
Титул был создан в 1891 году (как виконтесса Хамблден) для Эмили Дэнверс Смит, в честь её покойного мужа, бизнесмена и консервативного политика Уильяма Генри Смита. Оба — их сын, второй виконт, и внук, третий виконт, были вовлечены в управлении семейным бизнесом, WH Smith. По состоянию на 2025 год титул принадлежит внуку последнего, пятому виконту, наследовавшему отцу в 2012 году. Большая часть семейного поместья была продана в 2007 году, но первая жена покойного 4-го виконта, Мария Кармела Аттолико ди Адельфиа, до сих пор живёт в Мэнор-хаусе, на 2012 год.

## Виконты Хамблден
- Эмили Дэнверс Смит, 1-я виконтесса Хамблден (1828 — 12 августа 1913), супруга политика Уильяма Генри Смита
- Уильям Фредерик Дэнверс Смит, 2-й виконт Хамблден (12 августа 1868 — 16 июня 1928), младший сын предыдущей;
- Уильям Генри Смит, 3-й виконт Хамблден (25 июля 1903 — 31 марта 1948), старший сын предыдущего;
- Уильям Герберт "Гарри" Смит, 4-й виконт Хамблден (2 апреля 1930 — 2 августа 2012), старший сын предыдущего[3];
- Уильям Генри Смит, 5-й виконт Хамблден (род. 18 ноября 1955), старший сын предыдущего;
  - Наследник: достопочтенный Бернардо Джеймс Смит (род. 17 мая 1957), младший брат предыдущего.